# Plusioporus cameranii
Plusioporus cameranii är en mångfotingart som beskrevs av Filippo Silvestri. Plusioporus cameranii ingår i släktet Plusioporus och familjen Spirostreptidae. Inga underarter finns listade i Catalogue of Life.